# Lectio senatus

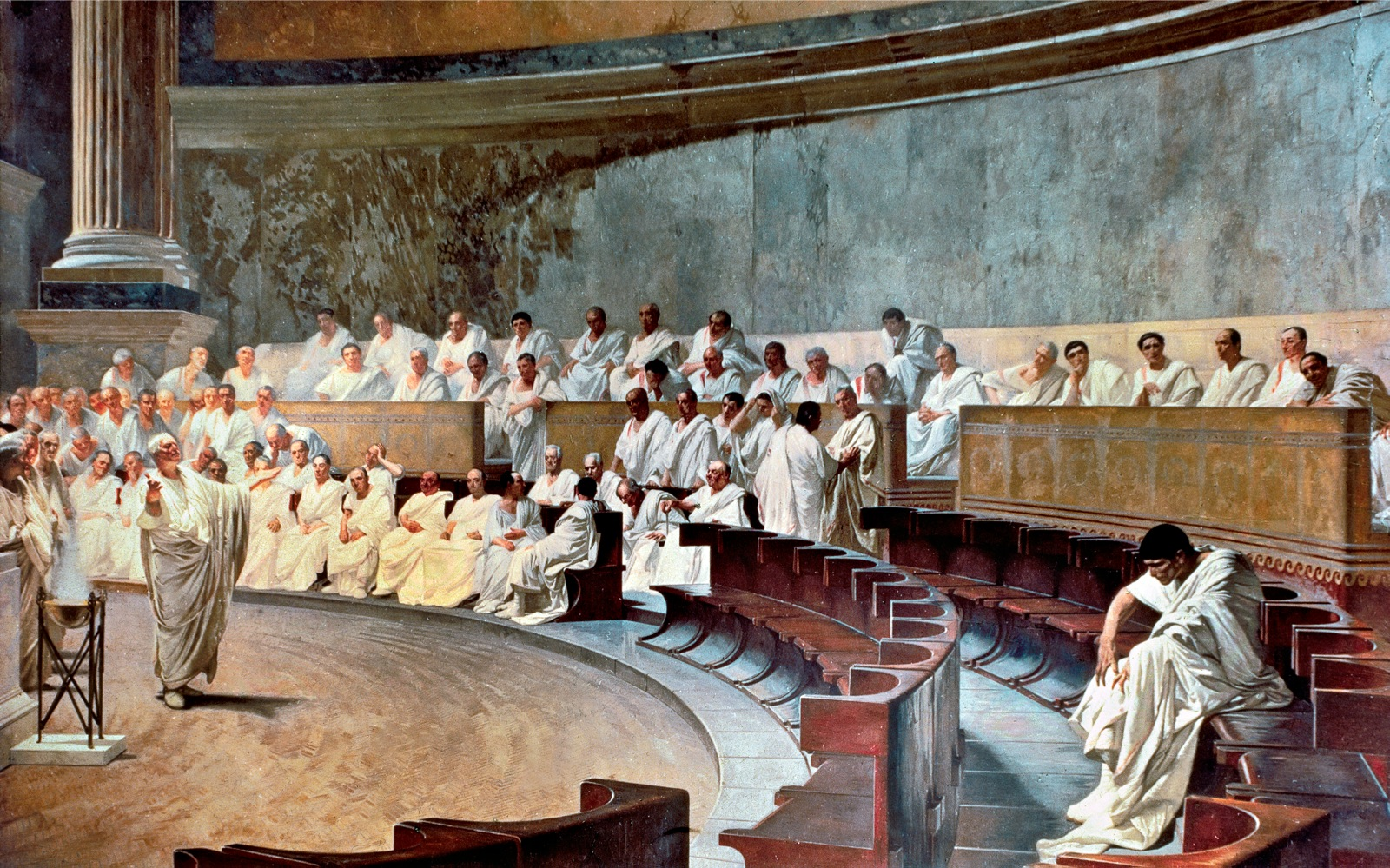
Wyobrażenie senatu rzymskiego na XIX-wiecznym fresku w siedzibie senatu Republiki Włoskiej w Palazzo Madama

Lectio senatus (dosł. wyczytywanie senatu) – dokonywany raz na kilka lat przegląd listy wszystkich osób zasiadających w senacie rzymskim, połączony z wyborem nowych i usunięciem osób niegodnych lub zmarłych.
Począwszy od przyjętej w początkach IV wieku p.n.e. ustawy Lex Ovinia cenzorzy mieli prawo samodzielnego dobierania członków senatu. Ich pierwszym obowiązkiem po objęciu urzędu było sporządzenie spisu wszystkich osób aktualnie zasiadających w senacie. Osoby niegodne dalszego zasiadania w senacie, lub zmarłe od czasu ostatniej lustracji, skreślano z listy. Na ich miejsce wybierano nowych senatorów spośród nadających się urzędników wysokiego szczebla, byłych urzędników i innych osób uznanych za właściwe (łac. optimi). W epoce Flawiuszy odwoływanie senatorów i zastępowanie ich nowymi często argumentowano potrzebą odnowy moralnej senatu, jego oczyszczenia i przydania mu czci. Nie jest jasne, na ile regularność zwoływania lectionum senatuum powiązana była z częstotliwością przedłużania imperium.
Podobny proces stosowano także w ciałach niższego rzędu, szczególnie w miejskich ciałach kolegialnych (kuria, senaty miejskie itd). Tam lectiones senatus zwoływali raz na pięć lat urzędnicy zwani quinquennales. Ich zadaniem było usunąć z listy osoby zmarłe od ostatniej rewizji oraz niegodne dalszego zasiadania w radzie, a na ich miejsce wyznaczyć ustępujących urzędników lub, gdy takich brakowało, na ich miejsce znaleźć szanowanych obywateli spośród osób prywatnych (łac. pedanei).
Reformy konstytucyjne Sulli (82–80 p.n.e.), a konkretnie tzw. lex Cornelia de XX quaestoribus, w praktyce ograniczyły znaczenie lectionum senatuum, bowiem liczba senatorów wzrosła dwukrotnie (z ok. 300 do ok. 600), a w ich poczet automatycznie zaliczano także dodatkowo kwestorów, co ograniczyło rolę cenzorów. Mimo to – wbrew założeniom niektórych XIX-wiecznych historyków – brak jest dowodów na to, by instytucję lectionis senatus w ogóle zniesiono. Jednak, jako że nie brakowało już ustępujących urzędników i to oni mieli mieć pierwszeństwo przy dopisywaniu do listy senatorów, cenzorzy w praktyce stracili wolny wybór w kwestii nominacji.